# مولتاتولي

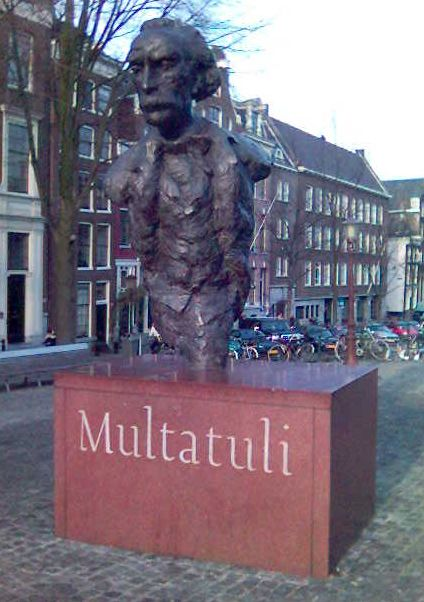
تمثال لموتاتولي في ميدان القناة في أمستردام

إدوارد دويس ديكر (بالهولندية: Eduard Douwes Dekker) المشهور بالاسم الذي كان يوقع به كتابته ألا وهو مولتاتولي (بالهولندية: Eduard Douwes Dekker) ولد عام 1820 وتوفي عام 1887.
هو كاتب هولندي مشهور عرف بروايته ماكس هايفلار (بالإنجليزية: Max Havelaar) والتي صدرت عام 1860 والتي فضحت الإساءات التي مارسها الاستعمار الهولندي والمستعمرين في مستعمرة جزر الهند الهولندية (المعروفة الآن بأندونيسيا).

## وصلات خارجية
- مولتاتولي على موقع IMDb (الإنجليزية)
- مولتاتولي على موقع الموسوعة البريطانية (الإنجليزية)
- متحف مولتاتولي
- أرشيف مولتاتولي
- صور مولتاتولي
- مؤسسة ماكس هايفلار
- مؤلفات Multatuli في مشروع غوتنبرغ

## لقراءة أوسع
- Max Havelaar ISBN 0-14-044516-1